# Lloyd Cole
Lloyd Cole, född den 31 januari 1961 i Buxton, är en brittisk musiker och låtskrivare känd som förgrundsfigur i bandet Lloyd Cole and the Commotions från 1984 till 1989, och för sin efterföljande solokarriär.

## Uppväxt
Cole föddes i Buxton i Derbyshire. Han växte upp i det närliggande Chapel-en-le-Frith och studerade vid Runshaw College i Leyland i Lancashire. Efter att ha misslyckats att ta en juridikexamen vid University College London studerade han filosofi och engelsk litteratur vid University of Glasgow. Där träffade han de andra medlemmarna i The Commotions.

## Karriär
Lloyd Cole and the Commotions debutskiva Rattlesnakes gavs ut 1984 och innehöll hitlåten "Perfect Skin". Albumets texter var fulla av litterära och popkulturella referenser som Norman Mailer, Grace Kelly, Eva Marie Saint, Truman Capote och Joan Didion. Gruppen gav ut ytterligare två album, Easy Pieces (1985) och Mainstream (1987), innan de splittrades.
Cole flyttade efter splittringen till New York och spelade in skivor med musikerna Fred Maher, Robert Quine och Matthew Sweet. Han påbörjade en solokarriär som gav de kritikerrosade skivorna Lloyd Cole (1990) och Don't Get Weird on Me Babe (1991). Den senare bestod av två delar; den ena följde upp den New York-inspirerade rockmusiken från den första soloskivan, medan den andra innehöll orkestrerad musik i samma stil som Burt Bacharach och Scott Walker. Försäljningssiffrorna var inte lika höga som de tidigare skivorna alstrat, trots att flera recensenter menade att skivan utgjorde Coles kreativa topp.
Cole fortsatte att slipa på sitt uttryck med Bad Vibes (1993), ett samarbete med producenten och remixaren Adam Peters. Skivan har en hårdare och mer psykedelia-inspirerad ljudbild jämfört med föregångaren. På Love Story (1995) gav samarbetet med producenten Stephen Street ett mer lågmält, akustiskt ljudlandskap, och Cole fick en mindre hit med låten "Like Lovers Do". Trots detta avslutades hans kontrakt i samband med att Universal Music Group tog över hans skivbolags moderbolag PolyGram.
Under 1997–1998 började Cole samarbeta med några yngre musiker i New York under namnet The Negatives. Dessa var Jill Sobule, Dave Derby, Mike Kotch och Rafa Maciejak, och tillsammans gav de ut det självbetitlade albumet The Negatives (2000). Cole släppte därefter några soloalbum på mindre skivbolag, däribland Music in a Foreign Language (2003) som han spelade in i stort sett på egen hand och som har en folkmusik-inspirerad singer-songwriter-prägel.
2004, i samband med albumet Rattlesnakes 20-årsjubileum, återförenades Lloyd Cole and the Commotions och gjorde en turné i Storbritannien och Irland. Återföreningen var dock bara tillfällig och Cole släppte ett nytt soloalbum, Antidepressant (2006), där han spelade alla instrument själv med hjälp av vänner som Sobule, Derby och före detta Commotions-medlemmen Neil Clark. Coles skivbolag gav senare ut Cleaning Out the Ashtrays (2009), en samlingsbox innehållande fyra cd-skivor med B-sidor, alternativa versioner av tidigare utgivna låtar och dessutom några tidigare outgivna låtar. På nästa studioalbum, Broken Record (2010), spelade flera av Coles gamla vänner och samarbetspartners. Albumet finansierades helt av förköp av fansen och bidrag från skivbolaget.
2013 släppte Cole ett album med elektronisk musik tillsammans med Hans-Joachim Roedelius. Senare samma år släppte Cole ett nytt studioalbum, Standards, som också finansierades av fansen och skivbolaget. 2015 kom ett nytt elektronika-album, 1D.
Coles nästa studioalbum dröjde till 2019, då Guesswork släpptes.

## Diskografi

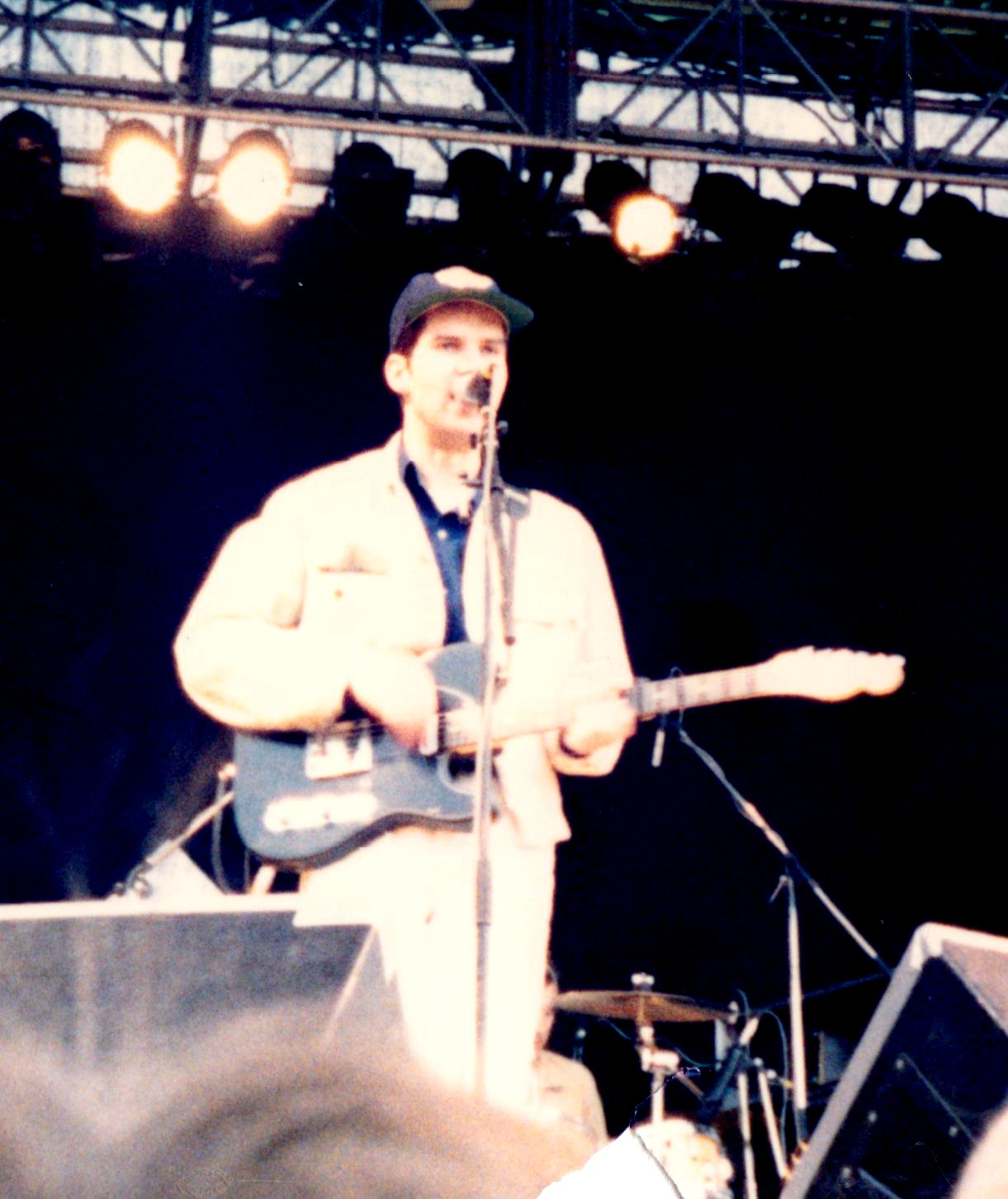
Cole under en konsert med The Commotions i Köln cirka 1987.

### Med The Commotions
- Rattlesnakes (1984)
- Easy Pieces (1985)
- Mainstream (1987)
- 1984–1989 (samlingsalbum) (1989)

### Solo
- Lloyd Cole (1990)
- Don't Get Weird on Me, Babe (1991)
- Bad Vibes (1993)
- Love Story (1995)
- The Collection (samlingsalbum) (1998)
- Plastic Wood (2001)
- Etc. (2001)
- Music in a Foreign Language (2003)
- Antidepressant (2006)
- Cleaning Out the Ashtrays (samlingsalbum) (2009)
- Broken Record (2010)
- Standards (2013)
- 1D (2015)
- Guesswork (2019)
- On Pain (2023)

### Med The Negatives
- The Negatives (2000)